# Szalimowo (obwód wołogodzki)
Szalimowo (ros. Шалимово) – wieś w Rosji, w rejonie czerepowieckim obwodu wołogodzkiego. W 2010 r. liczyła 176 mieszkańców.